# Super League (Europa)
De Super League (Europa) is de enige volledig professionele Rugby League competitie in Europa. De meeste teams komen uit Groot-Brittannië, maar in de beginjaren van de competitie deed het Franse rugbyteam van Paris Saint Germain ook mee. Paris Saint Germain stopte na twee jaar in 1997. Sinds het seizoen 2006 speelt een nieuw Frans team mee in de competitie; de Catalans Dragons. Vanwege de verzekeringsbank engage Mutual Assurance, die de competitie sponsort, heet de competitie officieel de engage Rugby Super League.
De Super League (Europa) (SLE) is begonnen in maart 1996. Elk team speelt tijdens de competitie 28 wedstrijden, verdeeld over 28 ronden in een periode van februari tot en met september. Aan het eind van het seizoen komen de 6 beste teams elkaar tegen in de playoffs, die wordt afgesloten met een finale.
Elk jaar speelt de competitiewinnaar van de SLE tegen de competitiewinnaar van de Australische rugby competitie, de NRL. Deze wedstrijd wordt de World Club Challenge genoemd.
Elk team mag drie niet-Engels spelers (ook wel quota-spelers) hebben. De Harlequins Rugby League mag vier quota-spelers laten spelen, aangezien zij als een niet-heartland team worden beschouwd. Het Franse Catalan Dragons mag 8 niet-Franse spelers in het veld hebben.

## Teams in seizoen 2009
| Super League (Europe)      | Super League (Europe)           | Super League (Europe) | Super League (Europe)                     | Super League (Europe) | Super League (Europe) |
| Team                       | Stadion                         | Capaciteit            | Stad/Regio                                | Oprichting            |                       |
| -------------------------- | ------------------------------- | --------------------- | ----------------------------------------- | --------------------- | --------------------- |
| Bradford Bulls             | Odsal Stadium                   | 27,491                | Bradford, West Yorkshire                  | 1863                  |                       |
| Castleford Tigers          | The Jungle                      | 11,750                | Castleford, West Yorkshire                | 1926                  |                       |
| Catalans Dragons           | Stade Gilbert Brutus            | 13,000                | Perpignan, Pyrénées-Orientales, Frankrijk | 1935                  |                       |
| Crusaders                  | Rodney Parade                   | 12,000                | Newport, Gwent, Wales                     | 2005                  |                       |
| Harlequins                 | Twickenham Stoop                | 12,700                | Twickenham, Londen                        | 1980                  |                       |
| Huddersfield Giants        | Galpharm Stadium                | 24,500                | Huddersfield, West Yorkshire              | 1864                  |                       |
| Hull FC                    | Kingston Communications Stadium | 25,404                | Hull, East Riding of Yorkshire            | 1865                  |                       |
| Hull Kingston Rovers       | "New" Craven Park               | 10,000                | Hull, East Riding of Yorkshire            | 1882                  |                       |
| Leeds Rhinos               | Headingley Carnegie Stadium     | 20,500                | Leeds, West Yorkshire                     | 1864                  |                       |
| Salford City Reds          | The Willows                     | 11,363                | Salford, Greater Manchester               | 1873                  |                       |
| St Helens                  | The GPW Recruitment Stadium     | 17,500                | St. Helens, Merseyside                    | 1873                  |                       |
| Wakefield Trinity Wildcats | Belle Vue                       | 11,000                | Wakefield, West Yorkshire                 | 1873                  |                       |
| Warrington Wolves          | Halliwell Jones Stadium         | 13,024                | Warrington, Cheshire                      | 1879                  |                       |
| Wigan Warriors             | DW Stadium                      | 25,135                | Wigan, Greater Manchester                 | 1872                  |                       |

## Geschiedenis
De competitie is mede ontstaan door conglomeraat Rupert Murdoch, die de uitzendrechten van de Australische Rugby League had. Hij benaderde Britse topclubs om een Europese Super League op te richten, de SLE. Een grote som geld zorgde voor de positieve uitkomst en de competitie begon in 1996. Een deel van de overeenkomst was dat het seizoen 's zomers gespeeld werd en niet meer in de winter zoals daarvoor.
Aan het begin werden er verscheidene fusies tussen bestaande clubs voorgesteld:
- Castleford, Wakefield en Featherstone Rovers zouden Calder gaan heten.
- Hull FC en Hull Kingston Rovers zouden Humberside gaan heten.
- Whitehaven RLFC, Workington Town, Barrow en Carlisle zouden Cumbria worden.
- Warrington en Widnes zouden Cheshire worden.
- Salford en Oldham konden Manchester worden.
- Sheffield en Doncaster zouden South Yorkshire gaan heten.

Ze zouden dan samen worden gevoegd met de volgende teams:
- St Helens
- Wigan
- Leeds
- Bradford
- Halifax
- London
- Paris
- Toulouse

Het samenvoegen van de teams bleek echter zo impopulair te zijn, dat werd besloten alleen bestaande teams toe te laten. Verschillende topclubs werden uitgesloten van deelname waardoor veel oproer ontstond. Om de competitie een Franse en Europese dimensie te geven, werd Paris Saint Germain opgericht.
Na 2 jaar stapte Parijs uit de competitie, waardoor Europa in de naam van de competitie niet meer relevant was. Toch werd besloten de naam te behouden. Promotie en degradatie tussen de Super League en de Rugby League National Leagues (de lager divisies) werd mogelijk. Later in 2002 werd de Super League (Europa) volledig toegevoegd binnen de Rugby Football League, een internationale organisatie van verschillende competities. In 2006 keerde er een nieuw Frans team, de Catalans Dragons, terug in de competitie om de naam Europa weer nieuw leven in te blazen. Om de Fransen toe te kunnen laten werden er aan het eind van seizoen 2005 twee teams gedegradeerd, terwijl er maar één promoveerde. Samen met de Catalans Dragons waren er dus 12 teams.

## De toekomst
Na 2009 zal er geen degradatie of promotie naar andere competities meer mogelijk zijn. Ook worden alleen teams met een bepaalde vergunning gebaseerd op bepaalde voorwaarden toegelaten. Na drie jaar wordt gekeken of de vergunning wordt ingenomen of verlengd. Zo kunnen ambitieuze clubs onderaan in de competitie succesvol blijven. Bij de kampioen van 2006 St Helens RLFC en de gepromoveerde Hulk Kingston Rovers en Wakefield Trinity Wildcats is het nog niet zeker of het team aan de voorwaarden zal voldoen.

## Competitiestructuur
In het huidige seizoen spelen er 12 teams in de competitie. Elk team ontmoet elke tegenstander tweemaal. Er wordt een thuis- en uitwedstrijd gehouden. Na deze wedstrijden zijn er 22 ronden gespeeld. Er worden daarbij nog 5 extra ronden gespeeld. Hierbij zit ook het Magic Millennium weekend (vóór 2007 werden er nog 6 extra ronden gespeeld).
Het team dat laatste wordt degradeert normaliter naar de National League 1. 
De eerste zes teams zijn dan gekwalificeerd voor de playoffs. Uit deze playoffs komen twee winnaars die in de Super League Grand Final bepalen wie de kampioen wordt.
Week 1
| Soort wedstrijd | Nummer ?- nummer ? | In seizoen 2006        |
| --------------- | ------------------ | ---------------------- |
| Kwartfinale A   | nr. 3 - nr. 6      | Leeds 17-18 Warrington |
| Kwartfinale B   | nr. 4 - nr. 5      | Bradford 52-6 Salford  |

Week 2
| Soort wedstrijd           | Nummer ?- nummer ?                            | In seizoen 2006           |
| ------------------------- | --------------------------------------------- | ------------------------- |
| Kwalificatie halve finale | Winnaar Kwartfinale A - Winnaar Kwartfinale B | Warrington 24-40 Bradford |
| Halve finale              | nr. 1 - nr. 2                                 | St Helens 12-8 Hull FC    |

Week 3
| Soort wedstrijd     | Nummer ?- nummer ?                                         | In seizoen 2006        |
| ------------------- | ---------------------------------------------------------- | ---------------------- |
| Kwalificatie finale | Winnaar kwalificatie halve finale - verliezer halve finale | Hull FC 19-12 Bradford |

Week 4
| Soort wedstrijd                    | Wie tegen wie?                                     | In seizoen 2006        |
| ---------------------------------- | -------------------------------------------------- | ---------------------- |
| De Super League Grand Final Finale | Winnaar halve finale - Winnaar kwalificatie finale | St Helens 26-4 Hull FC |

## Einduitslagen
De resultaten van de SLE, vanaf het begin in 1996.
| Jaar | Winnaar        | Tweede            | Competitieleider    |
| ---- | -------------- | ----------------- | ------------------- |
| 1996 | -              | -                 | St Helens           |
| 1997 | -              | -                 | Bradford Bulls      |
| 1998 | Wigan Warriors | Leeds Rhinos      | Wigan Warriors      |
| 1999 | St Helens      | Bradford Bulls    | Bradford Bulls      |
| 2000 | St Helens      | Wigan Warriors    | Wigan Warriors      |
| 2001 | Bradford Bulls | Wigan Warriors    | Bradford Bulls      |
| 2002 | St Helens      | Bradford Bulls    | St Helens           |
| 2003 | Bradford Bulls | Wigan Warriors    | Bradford Bulls      |
| 2004 | Leeds Rhinos   | Bradford Bulls    | Leeds Rhinos        |
| 2005 | Bradford Bulls | Leeds Rhinos      | St Helens           |
| 2006 | St Helens      | Hull FC           | St Helens           |
| 2007 | Leeds Rhinos   | St Helens         | St Helens           |
| 2008 | Leeds Rhinos   | St Helens         | St Helens           |
| 2009 | Leeds Rhinos   | St Helens         | Leeds Rhinos        |
| 2010 | Wigan Warriors | St Helens         | Wigan Warriors      |
| 2011 | Leeds Rhinos   | St Helens         | Warrington Wolves   |
| 2012 | Leeds Rhinos   | Warrington Wolves | Wigan Warriors      |
| 2013 | Wigan Warriors | Warrington Wolves | Huddersfield Giants |
| 2014 | St Helens      | Wigan Warriors    | St Helens           |
| 2015 | Leeds Rhinos   | Wigan Warriors    | Leeds Rhinos        |
| 2016 | Wigan Warriors | Warrington Wolves | Warrington Wolves   |
| 2017 | Leeds Rhinos   | Castleford Tigers | Castleford Tigers   |
| 2018 |                |                   |                     |

## Man of Steel Award
De Man of Steel Award is een prijs die jaarlijks wordt toegekend aan de beste speler van de Super League (Europa).

## Seizoen 2006
De officiële naam van het seizoen 2006 is de Super League XI. 
De aftrap van de competitie werd genomen na de wedstrijd van de World Club Challenge tussen de Bradford Bulls en de Wests Tigers. In dit seizoen deed het Franse Catalans Dragons voor het eerst mee sinds Paris Saint Germain in 1997 gestopt is.
Omdat de Catalans Dragons als twaalfde eindigen en zij uitgesloten waren voor degradatie, degradeerde nummer 11: de Castleford Tigers.
In de finale versloeg St. Helens op Old Trafford, Hull FC met 26-4. Met 72,575 toeschouwers was dit de best bezochte finalewedstrijd in de SLE ooit. Na de eerste helft was het 10-4. In de tweede helft bouwden de Saints hun voorsprong verder uit. Met verschillende tries werd het uiteindelijk 26-4 in het voordeel van St Helens. Naast deze overwinning werd St Helens ook eerste in de competitie en ze wonnen de World Cup Chalenge. Hierdoor waren de Saints drievoudig kampioen.
De Super League 2006 was het best bezochte competitiejaar in het 11-jarige bestaan. Het gemiddelde aantal toeschouwers per wedstrijd was 9.026. Er waren 1.516.342 supporters die de sport volgden. In vergelijking met het seizoen 2005 was dit een gemiddelde stijging 8.887%.

## Seizoen 2007
De Super League XII is de officiële naam voor het seizoen 2007. De St. Helens is de verdedigend competitiekampioen en bekerwinnaar. Hull Kingston Rovers speelt dit seizoen voor het eerst mee, nadat het in 2006 uit de National League 1 gepromoveerd is. Dit seizoen werd ook voor het eerst het Millennium Magic weekend gehouden. Dat was een hele competitieronde die gespeeld is op 5 en 6 mei 2007. In dit weekend werden alle wedstrijden gespeeld in het Millennium Stadium in Cardiff.
De Super League XII heeft 12 teams die 27 ronden spelen (inclusief de Millennium Magic ronde). Na de 27 ronden zijn de eerste 6 teams gekwalificeerd voor de playoffs en het team dat laatste staat degradeert naar de National League 1. Dit is niet het geval als de Catalans Dragons laatste staan, dan degradeert het team dat op de elfde plaats staat omdat de Catalan Dragons vrijgesteld van degradatie zijn.